# 山本美保 (拉致被害者)
山本 美保（やまもと みほ、1964年〈昭和39年〉3月3日 - ）は、北朝鮮による拉致被害者と考えられる日本女性。特定失踪者問題調査会でも「拉致濃厚」（1000番台リスト）としている。1984年（昭和59年）6月4日、失踪した。失踪当時の年齢は20歳である。彼女については、北朝鮮の元国家安全保衛部指導員だった人物による北朝鮮国内での目撃情報がある。また、彼女には、日本警察によるDNAデータ偽造の疑いがもたれている（山本美保DNAデータ偽造事件）。

## 人物情報と消息
1964年（昭和39年）3月3日、山梨県甲府市生まれ。父親が山梨県警察の警察官、母親が専業主婦の家に双子姉妹の姉として生まれ、2歳年上の兄がいた。仲のよい双子姉妹は同じ高等学校に通った。成長するにつれ、積極的な美保に対し、双子の妹美砂は慎重派で何かにつけ美保を頼りにすることが多かったという。双子姉妹が高校3年生だった秋、交通事故で兄を失った。美砂が山梨県内の大学に進学したのに対し、美保は家族のことなどにも配慮して、合格していた東京都内の大学進学を断念して県内の看護学校に通った。しかし、自分の選んだ進路への疑問も感じており、改めて大学への進学を決意して受験勉強に取りかかった。
1984年（昭和59年）6月4日午前10時、「図書館に行く」と言って自宅をあとにし、オートバイで出かけたまま行方不明となった。6月6日、国鉄（現、JR東日本）甲府駅前に美保の乗っていたオートバイが置かれているのが発見された。失踪から4日後の6月8日、新潟県柏崎市の荒浜海岸で彼女の所持していたセカンドバッグを拾得したとの連絡が入った。6月9日、家族は新潟県警察に美保の捜索願を提出した。警察官であった父の光男は、全国の身元不明遺体のなかに娘がいないかどうかをくまなく調べたが、6月から7月にかけての遺体に美保らしい人物はおらず、家族はひとまず安堵した。
山本美保が失踪して約半年後の1984年11月6日からは無言電話が1989年（平成元年）夏頃まで、約4年半続いた。無言電話はほとんど数秒で切れるものだったが、失踪から3年4ヶ月後と3年6カ月後の2回の電話は10分から15分ほど続いており、電話の主が耳をすまして家族の様子をうかがうような様子もみられた。3年6カ月後の電話ではすすり泣くような声も確認されている。
一方、父の光男は身元不明遺体に注意しており、少しでも山本美保の可能性がある遺体が発見されると警察に連絡が入っていた。1986年（昭和61年）12月には富山県警察、1988年（昭和63年）11月には警視庁小松川警察署から不明遺体の照合の連絡が入ったが、歯列や靴のサイズの違いから別人と断定された。
2002年（平成14年）9月17日、日本の小泉純一郎首相が訪問して金正日国防委員長と会談を行い、日朝平壌宣言を発表した。そのとき、北朝鮮側はそれまで「事実無根」と主張してきた拉致犯罪を一転して正式に認め、謝罪した。9月23日、各テレビ局は山本美保失踪事件は拉致の可能性が濃厚であるとして、全国ニュースを報道した。失踪事件の真相を究明する活動が始まり、この年の11月から翌2003年（平成15年）1月まで8万筆の署名を集めた。彼女の失踪から18年が経過していた。

## 権革の目撃証言
1999年に韓国に亡命した北朝鮮国家安全保衛部指導員であった権革（クォン・ヒョク）は2003年3月、平壌直轄市で山本美保を目撃したことを証言した。権革の証言によれば、目撃したのは失踪から9年経過した1993年（平成5年）から翌年にかけてで、東大院区域三馬洞に所在する5454部隊本庁舎2階の通信局においてであった。目撃は複数回におよんだという。また、妹の美砂に会った権革は「美保にそっくり」「美砂の方が華奢」とコメントしており、その内容が正しいことは母親も認めている。

## DNAデータ偽造事件
2003年1月10日、「調査会」（特定失踪者問題調査会）が設立され、山本美保は北朝鮮による拉致が濃厚な失踪者としてリストに入った。美保の父山本光男はこの年の3月、脳腫瘍で倒れ、5月19日には不帰の人となったが、第2弾となる署名は、2003年5月から年末までで12万5,000筆を集めた。2003年10月16日、新潟県警察は大澤孝司とともに山本美保を拉致濃厚と発表した。2004年（平成16年）1月29日、特定失踪者問題調査会は埼玉県警察に対し、告発状を提出している。
2004年3月5日、山梨県警察本部の丸山潤警備一課長に突如呼び出された山本美保の家族は、丸山から「山本美保失踪17日後の1984年6月21日、山形県飽海郡遊佐町の海岸に漂着していた身元不明遺体（以下「Y」と略）の骨髄と、美保の双子の妹である森本美砂の血液のDNA鑑定を行った結果が一致した」と告げられた。水死体Yは、顔面の一部が白骨化していた。遺体Yは山形大学での司法解剖ののち、1984年6月23日、火葬され、遺灰は遊佐町の帝立寺に埋葬されていた。当時の新聞報道では、Yは「死後1カ月から2カ月、20歳から40歳の女性で、右腕が根本から、足が両太ももから切取られていた」と報道されていた。DNA鑑定に使用した山形大学の骨粉は、退官した教授の机の引き出しに入っていたもので、教授が私的に収集したものであった。
一方、丸山たちから家族への説明も終わらないうちにフジテレビが全国ニュースで「山本美保は20年前に死亡していた」と報じた。丸山潤警備一課長は突如家族を同伴して記者会見を開いたが、カメラを回さない状態で、質問も受け付けないという一方的に警察側の結論を伝える異例の会見であった。
通常ならば、DNA鑑定は家族の了解があって初めて行われるべきものであるが、山本美保のケースでは家族の知らない間に鑑定が行われていた。また、警察はDNA鑑定の結果の一致のみを理由に美保とYが同一人物であり、美保は「事件性のない自殺による死である可能性が高い」と発表されたが、非公開のDNA鑑定書のみが唯一の「証拠」とされている。なお、DNA鑑定書は公開のみならず複写も許されていない。加えて、山本美保とYの身長や体型、下着など身に付けていた遺留品などが全く異なっていることが家族の証言や客観的事実などで判明しており、関係者からは、別人である可能性が高いと指摘されている。美保の家族がYの遺留品を直接閲覧したのは、記者会見のあった1か月後の4月7日であったが、家族は「これは美保のものではない」と述べている。
こののち、家族は美保の人権救済申し立てをおこない、「山本美保さんの家族を支援する会」も立ち上げられた。今日、山梨県警察では山本美保を「拉致の可能性を排除できない事案に係る人々」のうちの1人として扱っている。